# きぬた (和菓子)
きぬたは、京都府京都市の長久堂が製造・販売する和菓子  食紅で赤く染めた練り羊羹を求肥で巻き、棒状にした棹物菓子である。
1853年（嘉永6年）に長久堂初代の新屋長兵衛が、郷里の丹波で秋の夜に砧を打つ音を聞き、その幽玄さに趣を感じて創案したと伝えられている。戦中の1942年には京都府の和生菓子特殊銘柄品に指定された。
また、兵庫県姫路市の杵屋でも「きぬた」と呼ばれる同様の和菓子を扱っている。こちらは黒羊羹を求肥で巻き、グラニュー糖をまぶした棒状の棹もの菓子である。